# Epigraphodes
Epigraphodes is een geslacht van kevers uit de familie van de loopkevers (Carabidae). De wetenschappelijke naam van het geslacht is voor het eerst geldig gepubliceerd in 1967 door Basilewsky.

## Soorten
Het geslacht Epigraphodes omvat de volgende soorten:
- Epigraphodes congoensis (Burgeon, 1935)
- Epigraphodes kivuensis (Basilewsky, 1955)
- Epigraphodes uluguruanus (Basilewsky, 1962)